# Ignacio Peyró
Ignacio Peyró Jiménez (Madrid, 6 de agosto de 1980) es un periodista, escritor y traductor español.

## Biografía
Nació en Madrid.  Estudió en las facultades de Filología y de Ciencias de la Documentación de la Universidad Complutense de Madrid y en la de Derecho de la Universidad Nacional de Educación a Distancia, sin llegar a titularse. Inició su carrera periodística en El Confidencial Digital, donde ejerció de corresponsal político. De ahí pasó a dirigir la sección de cultura de La Gaceta de los Negocios. Ha colaborado, asimismo, con periódicos españoles e hispanoamericanos como El País, El Nacional, El Mundo, El Nuevo Siglo, ABC, La Vanguardia, La Razón y El Español, con la Agencia EFE y con revistas tanto españolas como de otros países, entre las que se cuentan Ínsula, Leer, Vanity Fair, Esquire, Clarín y National Geographic. Por este trabajo, en 2018 se le concedió el premio FIES de periodismo. Dirigió las páginas de opinión de The Objective, diario del que fue editor fundador.
De 2011 a 2017 trabajó en el Palacio de la Moncloa como redactor de discursos para Mariano Rajoy, el presidente del gobierno de España.
Desde 2017 hasta 2022 dirigió el Instituto Cervantes de Londres. Desde 2022, dirige el de Roma.

## Crítica
En el Diario de Sevilla, Ignacio F. Garmendia opinó que Peyró «representa ese conservadurismo culto, amable y civilizado que al margen de sus predilecciones y nostalgias es, por la parte de las derechas, garantía de convivencia y continuidad». El periodista Daniel Capó calificó las columnas de Peyró aparecidas en El Confidencial Digital de «páginas cultas y eruditas, de una rara distinción».

## Obra
Además de traducir obras de autores como Evelyn Waugh y Rudyard Kipling del inglés al español, ha escrito varios libros, entre los que se cuentan los siguientes:
- Pompa y circunstancia: diccionario sentimental de la cultura inglesa (Fórcola, 2014; traducción italiana: Anglofilia. Piccolo glossario sentimentale della cultura inglese, Graphe.it edizioni, 2025)
- La vista desde aquí. Una conversación con Valentí Puig (Elba, 2017)
- Comimos y bebimos. Notas de cocina y vida (Libros del Asteroide, 2018)
- Ya sentarás cabeza. Cuando fuimos periodistas (Libros del Asteroide, 2020)
- Un aire inglés: ensayos hispano-británicos (Fórcola, 2022)[2][3]
- El español que enamoró al mundo. Una vida de Julio Iglesias (Libros del Asteroide, 2025)